# جيوفاني سيروفيتش
جيوفاني سيروفيتش (مواليد 8 سبتمبر 1971) هو مبارز بالسيف إيطالي، مثّل بلاده في الألعاب الأولمبية الصيفية 1992.

## روابط رياضية
جيوفاني سيروفيتش على موقع الاتحاد الدولي للمبارزة (الإنجليزية)
- جيوفاني سيروفيتش على موقع الاتحاد الأوروبي للمبارزة (الإنجليزية)
- جيوفاني سيروفيتش على موقع أوليمبيديا (الإنجليزية)